# Phantom (musikgrupp)
Phantom (hangul: 팬텀) är ett sydkoreanskt pojkband bildat år 2011 av Brand New Music och Rainbow Bridge World.
Gruppen består av de tre medlemmarna Kiggen, Sanchez och Hanhae.

## Medlemmar
| Artistnamn   | Artistnamn | Födelsenamn  | Födelsenamn | Födelsedatum    |
| Romanisering | Hangul     | Romanisering | Hangul      | Födelsedatum    |
| ------------ | ---------- | ------------ | ----------- | --------------- |
| Kiggen       | 키겐       | Lee Ki-won   | 이기원      | 13 mars 1979    |
| Sanchez      | 산체스     | Shin Jae-min | 신재민      | 17 oktober 1986 |
| Hanhae       | 한해       | Jung Han-hae | 정한해      | 7 april 1990    |

## Diskografi

### Album
| Albuminformation                                    | Topplacering          |
| Albuminformation                                    | Sydkorea (Gaon Chart) |
| --------------------------------------------------- | --------------------- |
| Phantom City (EP-skiva) - Släppt: 16 augusti 2012   | 10                    |
| Phantom Theory (EP-skiva) - Släppt: 16 januari 2013 | 12                    |
| Phantom Power (Studioalbum) - Släppt: 19 maj 2014   | 16                    |

### Singlar
| År   | Titel                               | Topplacering          |
| År   | Titel                               | Sydkorea (Gaon Chart) |
| ---- | ----------------------------------- | --------------------- |
| 2011 | "Hole In Your Face"                 | 90                    |
| 2012 | "Ice"                               | —                     |
| 2012 | "Seaweed Soup"                      | 56                    |
| 2013 | "Come As You Are" (med Verbal Jint) | 18                    |
| 2013 | "I Already Know"                    | —                     |
| 2013 | "New Era" (med Navi)                | 34                    |
| 2014 | "A Story About My Ex"               | 79                    |
| 2015 | "Could You Be Mine?"                | —                     |